# الأحشود (حزم العدين)

تعديل مصدري - تعديل

الأحشود هي إحدى قرى حجافة عزلة حقين بمديرية حزم العدين التابعة لمحافظة إب، بلغ تعداد سكانها 206 نسمة حسب تعداد اليمن لعام 2004.